# 朝阳县 (南阳郡)
32°29′57″N 112°14′48″E / 32.499143°N 112.246542°E
朝阳县，中国古县名，位于河南省邓州市刁河流域一带，县治今邓州市小杨营乡文昌村附近，现存小杨营乡文化遗址。近年在新野县新甸铺镇政府北2公里处也发现了一处遗迹，城垣略呈正方形，长530米，城基厚3.25米。遗址50厘米以下硝土层厚0.8米，瓦片、砖块众多，砖瓦大部分为灰色，外饰粗细绳纹，内印布纹或格纹。在文物发掘中清理出汉军用铜印一枚，一批汉代石磨、铁器、汉货币等珍贵文物。

## 历史
西汉汉高祖七年（公元前200年）封华寄为朝阳候，置候国于此（今文昌，厚桥一带）。
元朔二年（公元前127年）国除置县，当时属南阳郡，因县治处朝水(今刁河)之阳而名。白水流经朝阳县西,往东流过县南。
新朝时，改名厉信县。东汉复名朝阳县，晋太康中属义阳郡。三国魏仍。后属新野郡管辖。
南北朝刘宋时，从420年-457年属顺阳郡，刘宋孝武帝大明元年（457年）废朝阳县，分别归穰县和新野县。